# Bahnstrecke Johannisberg–Ljungaverk
| Die Bahn verläuft links neben der Straße |                      |                                     |                                     |
| Spurweite: | 1435 mm (Normalspur) |                                     |                                     |
| |                      |                                     |                                     |
| \| \| \| von Östersund \| \| \| \| 0 \| Johannisberg \| (1912 bis 1973) \| \| \| 1 \| Johannisberg hp \| Johannisberg hp \| \| \| \| \| \| \| \| \| Ljungaverk (vor 1943 Österhångsta) \| \| \| \| \| Ljungaverk \| (ab 1991) \| \| \| \| \| \| \| \| \| Ljungaverks lastplats (seit 1963) \| \| \| \| \| nach Sundsvall \| \| \| \| \| Ljungan \| \| \| \| 3 \| Ljungaverk (Pers.-Verkehr bis 1932) \| Ljungaverk (Pers.-Verkehr bis 1932) \| \| \| \| Mällby \| (1905 bis 1966) \| |                      |                                     |                                     |
| Strecke von rechts |                      | von Östersund                       | von Östersund                       |
| Dienststation / Betriebs- oder Güterbahnhof | 0                    | Johannisberg                        | (1912 bis 1973)                     |
| ehemaliger Haltepunkt / Haltestelle | 1                    | Johannisberg hp                     | Johannisberg hp                     |
| Strecke von links (außer Betrieb) · Abzweig geradeaus und ehemals nach rechts |                      |                                     |                                     |
| Strecke (außer Betrieb) · ehemaliger Haltepunkt / Haltestelle |                      | Ljungaverk (vor 1943 Österhångsta)  | Ljungaverk (vor 1943 Österhångsta)  |
| Strecke (außer Betrieb) · Haltepunkt / Haltestelle |                      | Ljungaverk                          | (ab 1991)                           |
| Abzweig ehemals geradeaus und von links · Abzweig geradeaus und von rechts |                      |                                     |                                     |
| Strecke · Blockstelle |                      | Ljungaverks lastplats (seit 1963)   | Ljungaverks lastplats (seit 1963)   |
| Strecke · Strecke nach links |                      | nach Sundsvall                      | nach Sundsvall                      |
| Brücke über Wasserlauf |                      | Ljungan                             | Ljungan                             |
| Betriebs-/Güterbahnhof Strecke ab hier außer Betrieb | 3                    | Ljungaverk (Pers.-Verkehr bis 1932) | Ljungaverk (Pers.-Verkehr bis 1932) |
| Betriebsstelle Streckenende (Strecke außer Betrieb) |                      | Mällby                              | (1905 bis 1966)                     |

Die Bahnstrecke Johannisberg–Ljungaverk ist eine normalspurige schwedische Eisenbahnstrecke.

## Ljungafors Järnvägs Aktiebolag
Die 1871 gegründete Stockholms Superfosfat Fabriks Aktiebolag entwickelte in den frühen 1900er Jahren in ihrem Werk in Månsbo in Dalarna ein neues Verfahren zur Herstellung von Kalkstickstoff. 1906 wurde beschlossen, eine neue Fabrik für die Herstellung von Kalkstickstoff in einem größeren Maßstab zu bauen. 1906 wurde ein Antrag auf Errichtung eines Staudamms am Dalälven gestellt, um die benötigte Elektrizität zu gewinnen. Da die anliegenden Grundstückbesitzer dagegen waren, musste ein neuer Standort gesucht werden. Ivar Carlson, der Sohn des Gründers des Unternehmens Oscar Carlson, fand diesen am Ljungan, sieben schwedische Meilen (etwa 70 km) westlich von Sundsvall am Hångstaforsarna. Der Wasserfall hatte eine Fallhöhe von 40 Metern über eine Distanz von 3,5 Kilometern. Nach einigen Prüfungen erwarb Carlson am 3. November 1907 die entsprechenden Wasserrechte und erhielt danach am 27. April 1910 die Erlaubnis, Kraftwerk- und Fabrikanlagen zu bauen.
Bereits 1909 wurde mit der Planung der Fabrikgebäude begonnen und Überlegungen angestellt, die Fertigprodukte per Bahn abzutransportieren. Am 25. August 1910 wurde deshalb die Ljungafors Järnvägs Aktiebolag gegründet. Die Gesellschaft sollte die Strecke zwischen dem Industriegelände und der Bahnstrecke Sundsvall–Storlien errichten sowie den Bahnbetrieb zwischen der Hauptbahn und Ljunga Verks betreiben. Der erste geplante Anschlusspunkt an die Hauptstrecke war der Bahnhof Gullsta, der in Gullgård lag.

## Johannisbergs Ljungafors Järnvägs Aktiebolag
1911 wurde jedoch beschlossen, den Anschluss in Johannisberg herzustellen. Im Zusammenhang mit der Umplanung wurde der Haltepunkt Johannisberg errichtet, der Richtung Osten einen Kilometer nach dem Abzweigbahnhof Johannisberg lag. Das Projekt umfasste den Bau einer Eisenbahnbrücke über den Ljungan. Diese Brücke wurde als eine kombinierte Schienen- und Straßenbrücke gebaut, denn Straßenbrücken über den Ljungan existierten nur in Gullgård (Byforsbron) und in Johannisberg. Die neue Brücke bestand bis in die 1960er Jahre, bis eine separate Straßenbrücke gebaut wurde.
Nach der Entscheidung, die Strecke von Johannisberg beginnen zu lassen, wurde die Gesellschaft in Johannisbergs Ljungafors Järnvägs Aktiebolag (JLJ) umbenannt.

## Streckendaten
Der Güterverkehr auf der Strecke Johannisberg–Ljungaverk durch die JLJ wurde am 28. Dezember 1912 aufgenommen, es folgte der Personenverkehr zum 15. Februar 1913. Dieser Personenverkehr bestand bis zum 1. Oktober 1932. Die Fahrkarten wurden am Bahnhof verkauft, der vor dem Werksgelände lag.
Im Jahre 1963 wurde die Strecke von Johannisberg in das Industriegebiet Ljunga Verks – wie ursprünglich geplant – aus der östlichen Richtung von Gullgård her erschlossen, der Streckenteil von Johannisberg wurde nach der Betriebsaufnahme stillgelegt.
Die Ladestelle Mällby wurde für die Mattmars kalkbruk AB errichtet, die 1917 an die Phosphatgesellschaft verkauft wurde. Von dort bezogen Ljunga Verks den Kalk. 1957 wurde festgestellt, dass es anderenorts preiswertere und effizientere Methoden der Kalkherstellung gab, die eine Modernisierung nicht rentabel erscheinen ließen. Bereits 1958 wurde die Kalkherstellung eingestellt.
Die selbstständige Bahngesellschaft des öffentlichen Rechts wird bei Vereinbarungen in der Europäischen Union in den entsprechenden Dokumenten immer gesondert aufgeführt.